# Априлија
Априлија (итал. Aprilia) град је у средишњој Италији. Априлија је други по величини и значају град округа Латина у оквиру италијанске покрајине Лацио.
Град Априлија је познат као један од најмлађих градова у Италији, кога су основали фашисти.

## Природне одлике

### Рељеф
Априлија налази се у средишњем делу Италије, 35 км југоисточно од Рима, седишта покрајине. Град се налази у Понтинској равници, данас најважнијој житници Лација, а некада великој мочвари. Морска обала (Тиренско море) је близу града, свега 20 км јужно. 

## Историја
Град Априлију су 1936. године основали фашисти. Оснивање града на овом поручју било је последњи корак у култивацији дотад мочварне Понтинске равнице. Град је био изграђен у стилу неокласичне архитектуре коју су подржавали фашисти.

## Становништво
Према резултатима пописа становништва 2011. у општини је живело 73.000 становника.
| 1931. | 1936. | 1951. | 1961.  | 1971.  | 1981.  | 1991.  | 2001.  | 2011.  |
| ----- | ----- | ----- | ------ | ------ | ------ | ------ | ------ | ------ |
| 1.810 | 2.237 | 6.943 | 15.782 | 28.349 | 37.807 | 47.037 | 56.028 | 73.000 |

Град Априлија данас има око 68.000 становника, махом Италијана. Током протеклих деценија град је имао раст становништва.

## Партнерски градови
- Тулча
- Mostardas
- Буија (Удине)
- Монторио ал Вомано
- Ben Arous
- Шака
- Чинголи

## Галерија
- Стамбено насеље у Априлији
- Један од градских паркова